# Pabellón de deportes Perchera-La Braña
El pabellón de deportes Perchera-La Braña es un estadio cubierto, propiedad del ayuntamiento de Gijón, ubicado en Gijón, Asturias (España).
Está situado en la calle Orán del barrio de Perchera-La Braña y cuenta con una pista polideportiva reglamentaria para la práctica de baloncesto, voleibol, balonmano y fútbol sala y una sala de musculación de 60 m2.

## Historia
Fue inaugurado en 1986 según el proyecto de Jorge Zapata Suárez, y fue remodelado en 2020.